# Hilda Múdra

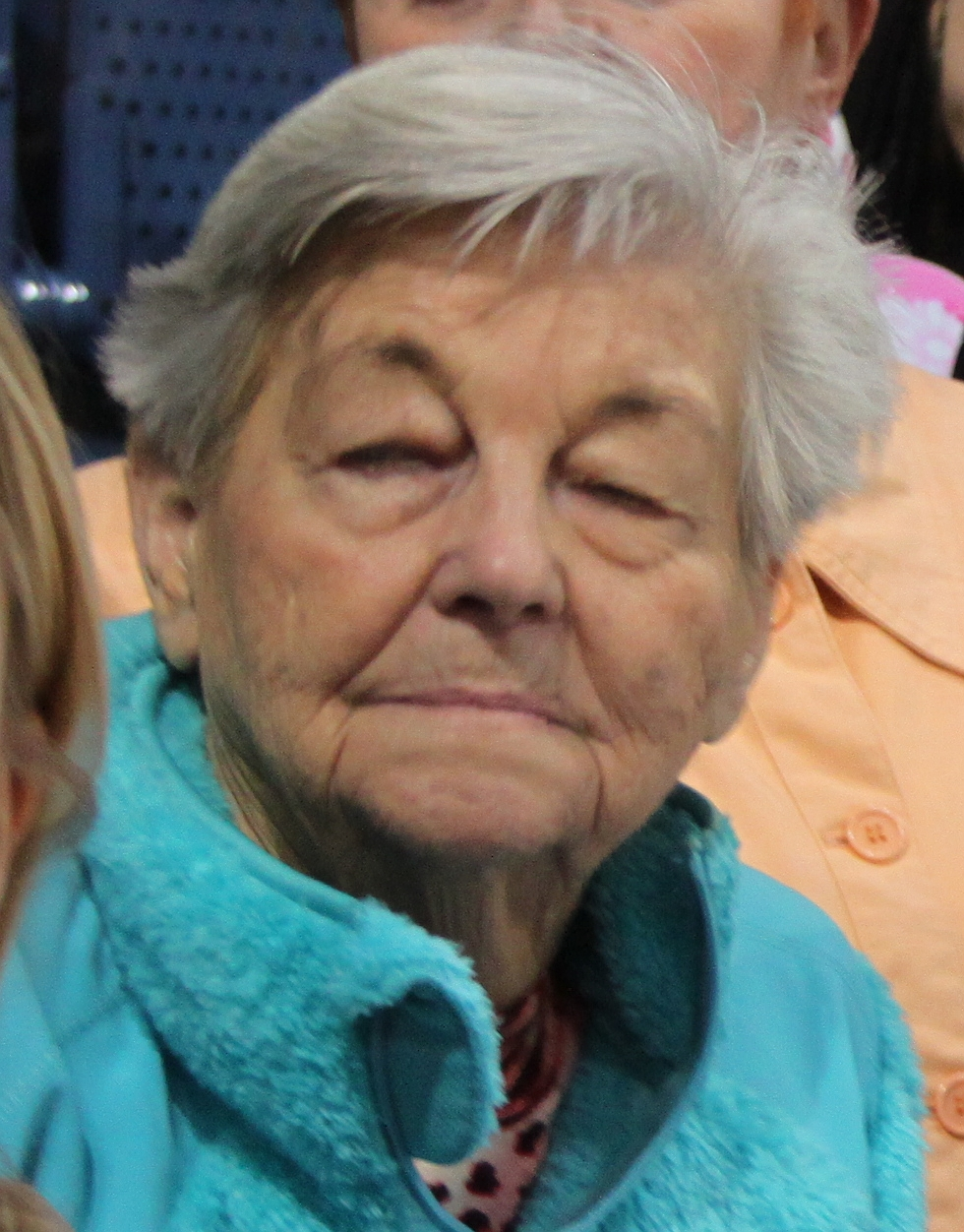
Hilda Múdra (2012)

Hilda Múdra, geborene Hildegard Klimpel, (* 1. Januar 1926 in Wien; † 22. November 2021 in Bratislava) war eine tschechoslowakische Eiskunstlauftrainerin österreichischer Herkunft.
Klimpel begann bereits im Alter von acht Jahren mit dem Eiskunstlaufen, später studierte sie Geographie und Biologie an der Universität Wien. Im Jahr 1947 heiratete sie Jozef Múdrý und zog nach Bratislava, wo sie bis zu ihrem Tod lebte. Mit dem Olympiasieger und mehrfachen Weltmeister Ondrej Nepela trainierte Múdra fünfzehn Jahre lang den erfolgreichsten slowakischen Eiskunstläufer. Weitere Schüler von ihr waren unter anderem Jozef Sabovčík, Marian Filc und Agnesa Búřilová. Nach ihr ist der Hilda Múdra Pokal benannt, ein Wettbewerb für Menschen mit mentalen Einschränkungen.
Stellvertretend für den bereits verstorbenen Nepela nahm Múdra im Jahr 2000 vom slowakischen Präsidenten Rudolf Schuster den Preis für den besten slowakischen Sportler des 20. Jahrhunderts in Empfang.

## Preise
- Ethischer Preis des Internationalen Olympischen Komitees
- Pierre de Coubertin Preis